# Feuer & Flamme
Feuer & Flamme ist ein einfaches Geschicklichkeitsspiel der Spieleautoren Stefan Dorra und Manfred Reindl, das 2013 bei HUCH! & friends erschien. Es handelt sich um ein Spiel für einen bis fünf Spieler, bei dem die Mitspieler mit Hilfe einer Grillzange hölzernes Grillgut auf einem Grill stapel müssen, ohne dass es hinunterfällt. Es ähnelt in seiner Spielmechanik dem Spiel Bausack von Klaus Zoch.
Das Spiel erschien zusammen mit einem Rezeptheft des deutschen Kochs Johann Lafer und wurde 2013 bei dem österreichischen Spielepreis Spiel der Spiele mit einem Sonderpreis ausgezeichnet.

## Spielweise und Spielmaterial
Bei Feuer & Flamme versuchen alle Spieler mit Hilfe einer Grillzange und anhand von Vorgaben auf entsprechenden Auftragskarten hölzernes Grillgut auf einem Grill zu stapeln, ohne dass es hinunterfällt. Das Spielmaterial besteht neben der Spieleanleitung aus
- 18 Grillteilen (je zwei Paprika, Steaks und Fische sowie je drei Maiskolben, Pilze, Auberginen und Würstchen),
- einem Grill bestehend aus einem Grillrost und einem Fuß,
- einer Grillzange,
- 18 Grillkärtchen,
- 15 Bonuskärtchen (je 5 von drei verschiedenen Sorten) und
- 15 Grillchips in fünf Farben.

### Spielablauf
Zum Beginn des Spiels werden der aufgebaute Grill, die Grillteile und die Grillzange in die Mitte gelegt. Jeder Spieler wählt eine Farbe und bekommt die entsprechenden Grillchips und jeweils drei verschiedene Bonuskarten. Die Grillkärtchen werden gemischt und kommen als verdeckter Stapel neben den Grill.

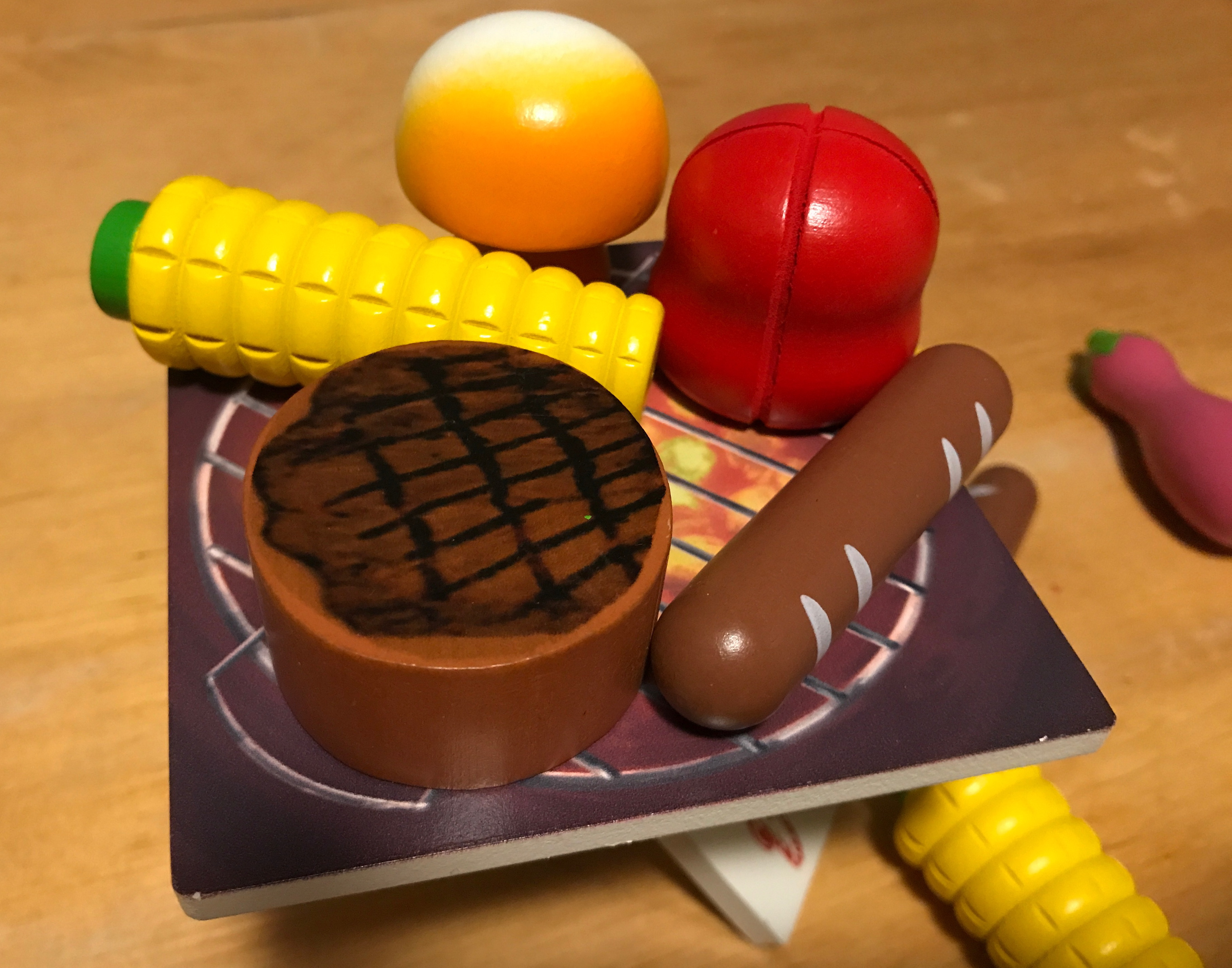
Grillteile auf dem Grill

Beginnend mit einem Startspieler spielen die Spieler im Uhrzeigersinn. Jeder Spieler deckt zu Beginn seines Zuges das oberste Grillkärtchen auf und versucht dann, das abgebildete Grillgut mit Hilfe der Grillzange auf dem Grill zu platzieren. Das Grillgut darf nur mit der Zange gegriffen und beliebig abgelegt werden, dabei dürfen allerdings mit der Zange auch bereits auf dem Grill befindliche Teile umgeordnet werden. Gibt es kein Teil des auf der Karte abgebildeten Grillguts mehr, muss der Spieler keines ablegen und gibt die Grillzange weiter. Danach beginnt der nächste Spieler seine Runde. Sobald das Grillgut auf dem Grill liegt, darf weder dieses noch ein anderes herunterfallen. Fallen ein oder mehrere Teile vom Grill, muss der Spieler die entsprechende Anzahl Grillchips abgeben. Sobald ein Spieler keine Grillchips mehr hat, scheidet er aus der laufenden Runde aus. Fällt der Grill um oder fallen alle Teile herunter, scheidet der Spieler ebenfalls aus.
Wenn ein Spieler ein Kärtchen aufdeckt, dass er nicht erfüllen möchte oder kann, darf er eine seiner Bonuskarten spielen und die entsprechende Aktion ausführen:
- Pause: Der Spieler gibt die Grillzange weiter und der nächste Spieler muss die bereits aufgedeckte Grillkarte erfüllen,
- Lehrling: Beim Ablegen auf den Grill dürfen bis zu zwei Teile herunterfallen, ohne dass der Spieler einen Chip abgeben muss, oder
- Gar!: Vor dem Ablegen auf den Grill dürfen bis zu zwei Teile mit der Grillzange vom Grill entfernt werden.

Jeder Spieler darf jede Bonuskarte nur einmal spielen, danach kommt sie aus dem Spiel.
Das Spiel endet, wenn nur noch ein Spieler Grillchips hat, oder es einem Spieler gelingt, das letzte im Vorrat befindliche Grillgut auf den Grill zu legen, ohne dass Grillteile herunterfallen. Im ersten Fall gewinnt der Spieler, der noch Chips hat, im zweiten Fall derjenige, der das Teil abgelegt hat.

## Ausgaben und Rezeption
Feuer & Flamme wurde von den beiden deutschen Spieleautoren Stefan Dorra und Manfred Reindl entwickelt und 2013 zur Nürnberger Spielwarenmesse bei dem Verlag HUCH! & friends veröffentlicht. Es erschien zusammen mit einem Rezeptheft des deutschen Kochs Johann Lafer als Beilage und wurde 2013 bei dem österreichischen Spielepreis Spiel der Spiele mit einem Sonderpreis ausgezeichnet.

## Belege
1. 1 2 3 4 5 6  Offizielle Spielregeln für Feuer & Flamme
2. ↑  Versionen von Feuer & Flamme in der Datenbank BoardGameGeek; abgerufen am 18. Oktober 2017.